# Gymnodia tibiseta
Gymnodia tibiseta är en tvåvingeart som beskrevs av Adrian C. Pont 1977. Gymnodia tibiseta ingår i släktet Gymnodia och familjen husflugor.
Artens utbredningsområde är Thailand. Inga underarter finns listade i Catalogue of Life.